# Сердюки (роди)
Сердюки — роди українського і не українського походження, вихідці з Сердюцьких полків, з XVIII ст. відомі старшинські козацькі роди.

## Походження прізвищ
Сердюк — українське прізвище відоме з 17 ст. Походить від військової назви типу гетьманських військ — «сердюки». Сердюки були найманцями піхотних мушкетерських полків, а на Запорозькій Січі так називали похідних чи паланкових полковників.
Етимологія слова «сердюк» має декілька версій:
1) від турец. слова «серденгесті», що означає «нещадні» (версія Миколи Костомарова)
2) від турец. слова «гьонюлю», що означає «найманець, що воює з серцем (охотою)» (версія А. Сокирко)
3) Від назви полку «Серденів», яка в свою чергу походить від прізвища полковника Сердень в війську Петра Дорошенка (версія Н. Крикуна)
4) Від українського слова «сердиті».
Прізвища, які утворилися від корінного прізвища Сердюк — Сердюченко, Сердюков, Сердюківський, Сердюковський тощо.
Деякі населенні пункти і до тепер носять назву Сердюки — Сердюки (Полтавський район), Сердюки (Олевський район), станція — Сердюківка. На Сумщині біля с. Іваниця (Недригайлівський район) є Сердюків ліс.

## Історичні відомості
Перша згадка — серед козаків Зборівського реєстру 1649-го року Ніжинської 1-ї полкової сотні значиться Сердиченъко Степан.
Ймовірно, всі особи з прізвищем Сердюк на 17-18 ст. є вихідцями з сердюцьких полків і часто не об'єднані між собою родинними зв'язками. Роди Сердюків населяли широкі терени Гетьманщини.
В архівних документах 18 ст., — козацьких компутах, присягах, реєстрах тощо, — зустрічаються численні представники старшини, козаків і посполитих в наступних адміністративно-військово-територіальних одиницях — Київський полк, Ніжинський полк, Чернігівський полк, Прилуцький полк, Переяславський полк, Полтавський полк, Миргородський полк, Лубенський полк, Гадяцький полк, Стародубський полк.
Серед Слобідських полків Сердюки зустрічаються в Охтирському і Сумському полках. Також більше 10 осіб з прізвищем Сердюк значаться в реєстрі Нової Запорізької Січі за 1756 р.
В 19 ст. Сердюки розселяються на більш широкі терени вже Російської Імперії. З різноманітних архівних документів (метричних книг, сповідальних розписів, ревізьких казок тощо) відомі родини Сердюків, в основному — державні селяни, які проживали в наступних губерніях — Херсонська, Чернігівська, Катеринославська тощо. Багато Сердюків було і на Кубані.
В 30-х рр. 20 ст. під сталінські репресії потрапили десятки людей з прізвищем Сердюк.
На сьогодні, кількість людей з прізвищем Сердюк оцінюється в декілька десятків тисяч. Вони проживають в різних країнах світу — Україна, Росія, США, Канада тощо.

## Відомі персоналії

### Старшинськіроди
Анастасій Сердюк (1693-?), «македонської породи», виборний козак Носівської сотні Київського полку на 1727 р., значковий товариш полку (11.11.1729-1761), згодом — військовий товариш, дружина — донька носівського сотника Трохима Билини. Син — Яким Анастасійович (1749-?), з 20.06.1769 р. на службі козаком, значковий товариш полку (1776—1784), вахмістр на 1784 р. Мав 24 двори підданих в с. Новівка на 1787 р. Внесений до родової книги дворянства Чернігівського намісництва, Ніжинського повіту. 1-ша дружина на 1776 р. — Марія Покасовська (Покас) — донька священика, 2-га дружина — донька військового товариша Уляна Григорівна Косенко.
Відома старшинська династія — Сердюка Демида бунчукового товариша з с. Шабалинівка Коропського повіту, Ніжинського полку; його син — Іван Демидович служив значковим товаришем полку, а онук Іван Іванович згадується в 1700—1730 рр., як і батько — значковий товариш полку, праонук — Микита Іванович (*1732-?), служив і був абшитований значковим товаришем в 1782 р., на 1788 р. жив в с. Шабалинівка з дружиною Марією (донькою козака) та сином Іваном.
Юрій Сердюк — сотник ІІІ полкової сотні 1764—1769 рр., полковий обозний 1769—1771 рр., надвірний радник, представляв «унѣверсали и патенты о дворянствѣ на чины вислуженние».
Іван Павлович Сердюк на 1761 р. був писарем Кролевецької сотні. В абшиті полку (1783—1788) військовий товариш полку. Мешканець кролевецький, мав 8 підданих на 1788 р. Засідатель Кролевецького нижнього суду. Дружина — Уляна Яківна Маковська, донька священика. Мали синів — Федора, Дмитра, Антіна і доньку Олену.
Династія Якова Сердюка (?-1673-1698-?) — ймовірно, був сердюком — найманцем. Одружився з Февронією Петрівною Богуш (походить з любецької шляхти), проживав у приймах і володів її маєтком в д. Миси Чернігівського полку. Відомі діти подружжя — Самійло Якович (1694 — ?), козак малоґрунтовий д. Миси, дружина його Марія (1695-?); — Мартин Якович (1699-?), козак малоґрунтовий д. Миси, дружина його Марія. Відомі їх онуки: Григорій Самійлович (1712-?), козак виборний малоґрунтовий д. Миси, його дружина Євдокія Василівна (1720-?); Тетяна Самійлівна (1720-?); Герасим Мартинович (1728-?), козак д. Миси; Яким Мартинович (1733-?), козак д. Миси.
Династія Семена Сердюка — військовий товариш Чернігівського полку на 1704 р., брав участь у походах 1689, 1692, 1693, 1696, 1700,1705, 1706 і 1707 рр та інших, останній відомий — 1719 р. у Царичині. Козак ґрунтовий на 1732 р, виборний на 1738 р. Відомий також Наум Сердюк, ймовірно, батько чи брат Семена. Відомі сини Семена — Андрій (1699-?), виборний ґрунтовий козак (1739—1755), отаман курінний міського куреня на 1741 р., мав 6 коней і 8 волів, дружина Устинія Федосова (1701-?); Омелян Семенович (1718-?), козак в польському поході 1733 р., на 1767 р. виборний козак, на 1782 р. — козак-підпомічник «по старости здоровьем слаб»; Григорій Семенович (1718-?), виборний козак на 1751—1767 рр., дружина Гафія Іванівна ?Губар; Марко Семенович — на 1751—1755 рр. козак виборний. Відомий син Наума — Тихін Наумович на 1738—1755 рр. Відомі також брати — Василь, Василь і Супрун Сердюки на 1734 р. Харитон Сердюк — брав участь в польському поході з травня 1734 р в команді роїського сотника Бакуринського, Петро Сердюк — на 1735 р. залишався в сотні. Відомі онуки Семена: Давид Андрійович (1751-1782-?), на 1783 р. козак-підпомічник; Гафія Андріївна (1725-?); Дарія Андріївна (1730-?); Михайло Омелянович (1732-?), козак виборний на 1767 р., козак-підпомічник на 1782 р., дружина — Анастасія Іванівна (1742-?); Євдокія Омелянівна (1737-1767-?); Трохим Григорович (1742-?), виборний козак, дружина — Лукерія Тимофіївна (1744-?); Гнат Григорович (1744-?); Роман Григорович (1747-?); Федір Григорович (1758-?), козак-підпомічник на 1782 р.; Євдокія Григорівна (1755-?).
Нащадки Семена Сердюка отримали дворянський титул Московії, як Сердюкови, їх герб: на щиті в блакитному полі серце, яке горить, увінчане хрестом з надшоломником з 5 страусиними пір'їнами.
З документу «Роспись Епархии Черниговской протопопии Погарской села Стригова црк Усыпения Богоматери» на 1798 р. відомі: «Дв. 7, 26 — дворянин Андрей Сердюков, 32 г., 38 — жена его Агафья, 32 г., дети их — 39 — Екатерина, 6 л., 27 — Прохор, 4 г., 28 — Герасим, 3 г., 40 — Александра, 1 г., 41 — Матрона, 1 г.»
В Першій полковій сотні Переяславського полку відомий Семен Сердюк, козак, значковий товариш (1720-1751-?). Мав житловий двір у Переяславі. Відомо, що Сердюки проживали і служили також в ІІ полковій сотні, володіли лісом, нивами і сінокосами. Серед козацьких родин Вороньківської сотні вказані родини Сердюків в м. Воронькові, а також в с. Рогозові.
На 1738 рік відомий Переяславського полку Піщанський отаман Максим Сердюк.
Матвій Сердюк — значковий товариш Білицької сотні Полтавського полку на 1734 р.
Петро Сердюк — отаман І-ї полкової сотні Полтавського полку (?-1751-?)
Андрушко — десятник с. Рибці ІІ-ї полкової сотні Полтавського полку (1721).
Згідно реєстру полку 1722 року серед шляхти Миргородського полку значиться Сердюк Харко.
Влас Сердюк — отаман Городиської Миргородського полку на 1725—1730 рр.
Федір Сердюк — хорунжий, осавул Полковой Гадяцкой артиллерии служитель на 1735—1736 рр.
Полікарп Карпович Сердюк (1739-?), хорунжий Почепської сотні Стародубського полку 1769—1779 рр. значковий товариш Погарської сотні на 1782 р., праонук Федіра Силича, одружений з донькою шляхтича Уляною.
Ймовірно, брат Полікарпа — Павло Карпович, на службі з 1743 р. по 1756 р. виборним козаком, з 10.1756 — отаман курінний, з 1760 — хорунжий, з 22.06.1765 р. — сотенний осавул Бакланської сотні на 30.09.1772 р., дружина — Горпина Якимівна, донька козака, син у них Іван 1765 р.н. Брав участь в турецькому поході.
Серед підпрапорних Сумського полку зустрічається Сердюк Яків (1-а чв. XVIII ст. -?).

## Сучасники
- Сердюк Анатолій Григорович (*07.01.1939, с. Бокова) — український вчений і педагог, професор кафедри агрохімії і ґрунтознавства Національного Університету Біоресурсів і Природокористування, член-кореспондент Національної Академії Аграрних Наук.
- Сердюк Андрій Михайлович (*24 грудня 1938) — український науковець в галузі медичної екології, гігієни, соціальної медицини, академік Національної академії медичних наук України (2007), доктор медичних наук (1981), професор (1994). Заслужений діяч науки і техніки України (1998), лауреат Державної премії України в галузі науки і техніки (2004), почесний член Академії медичних наук Польщі (1999), дійсний член Міжнародної медичної академії ім. А. Швейцера (1999), Президент Національної академії медичних наук України (з 2011), директор ДУ «Інститут гігієни та медичної екології ім. О. М. Марзєєва НАМН України».
- Сердюк Валентин Вікторович (*09.07.1942) — український вчений, професор кафедри травматології та ортопедії Одеського національного медичного університету. Доктор медичних наук. Заслужений винахідник України.
- Сердюк Володимир Євгенович (*16.07.1956, м. Сторожинець Чернівецької області) — український філолог, перекладач, літератор, режисер, кінознавець, кіноактор, журналіст, драматург. Фахівець у галузі журналістської етики. Автор навчального модуля «Етика журналістики», створеного за сприяння корпорації Бі-Бі-Сі (Лондон) для інститутів та факультетів журналістики після приєднання України до Болонського процесу. Відомий як автор першого в Україні підручника «Журналістська етика» (2006р, у співавторстві з професором Валерієм Івановим).
- Сердюк Данило Костянтинович — вояк армії УНР, розстріляний більшовиками під Базаром 1921 року.
- Сердюк Ігор Миколайович (* 3 листопада 1969, Кременчук, Полтавська обл. — † 18 лютого 2014, Київ) — підприємець; активіст Євромайдану; прапороносець 9-ї Сотні Самооборони Майдану. Загинув під час протистояння на Євромайдані. Член ВО «Свобода». Герой України.
- Сердюк Ігор Олександрович (*30 квітня 1983 року, м. Хорол, Полтавська область, УРСР) — кандидат історичних наук, науковець, педагог.
- Сердюк Євген Наумович (* 1876 — † 1921, Кам'янець-Подільський) — український архітектор. Учень і послідовник Василя Кричевського, один з фундаторів українського архітектурного модерну.
- Сердюк Лесь Олександрович (* 14 жовтня 1940, Харків — † 26 травня 2010, Київ) — український актор. Заслужений артист УРСР (1982). Народний артист України (1996). У радянській фільмографії знаний як Олександр.
- Сердюк Микола Павлович (*1922, с. Бокова — †1991, с. Бокове) — відомий педагог і краєзнавець Кіровоградщини, автор записок про історію краю і роду Сердюків, які видані 2011 року в м. Києві.
- Сердюк Олександр Іванович (* 27 червня 1900, с. Бзів, Баришівський район, Київська область — †14 грудня 1988, Харків) — український актор театру (героїчного й характерного плану) та кіно, Народний артист СРСР (1951).
- Сердюк Олена Михайлівна (нар. 11 серпня 1957, Київ) — український історик, музейник. Генеральний директор Національного заповідника «Софія Київська».
- Сердюк Павло Семенович (*10 (22) серпня 1883, с. Бокова, Олександрійського повіту, Херсонської губ. — †19 липня 1958, там само) — георгіївський кавалер 3 і 4 ступені, учасник Першої світової війни.
- Сердюк Павло Олександрович (* 4 березня 1926, село Велика Павлівка, нині Зіньківського району Полтавської області) — український літературний критик, літературознавець.